# Capela Dumitru V. Hernia
Capela Dumitru V. Hernia (în limbajul curent Capela Hernea) este o veche capelă de rit ortodox din orașul Câmpina, județul Prahova, datând din anul 1886. Capela a fost declarată monument istoric prin Ordinul nr. 3261 din 30 octombrie 2020 al Ministerului Culturii.

## Istoric
În 1828, Calinic, starețul Mănăstirii Cernica, în calitate de executor testamentar al ctitorei, Maria Bujoreanu, a construit în Câmpina biserica Sfânta Treime. Mănăstirea Cernica administra la acea vreme atât biserica, cât și moșia Bucea, zona în care se găsește astăzi autogara orașului. În 1854, Mănăstirea Cernica a făcut schimb de terenuri cu Mitropolia Munteniei, primind în schimbul moșiei Bucea o moșie situată în Brănești, mult mai aproape de mănăstire.
În anul 1863, după secularizarea averilor mănăstirești și bisericești, cei peste trei sute de clăcași ai fostei moșii Bucea au fost împroprietăriți în locul respectiv. În anul 1871, prințul Barbu Dimitrie Știrbei, un mare proprietar de terenuri în Câmpina și împrejurimi, a cumpărat pământul de la noii proprietari.
În anul 1880, un mic boier originar din Brașov, Dumitru V. Hernia, s-a stabilit la Câmpina și a cumpărat de la prințul Barbu Știrbei fosta moșie a bisericii împreună cu zona de sud a orașului, o suprafață totalizând peste trei sute de hectare, pentru care a plătit 120.000 lei aur. Pe terenul cumpărat, Dumitru Hernia a început să prospecteze și să extragă petrol, devenind un pionier al industriei petrolului în oraș.
În zona de sud a orașului, pe platourile Bucea și Gahița aflate în proprietatea lui Hernia, au apărut nenumărate puțuri și sonde de exploatare din care inițial se extrăgeau zilnic 7–8 tone de țiței. În cei doar 5 ani care au urmat până la moartea sa, în 1885, Hernia a dobândit o avere fabuloasă prin veniturile realizate din extracție și o mare influență în oraș și împrejurimi.
În calitatea sa de nou administrator al întreprinderii, inginerul Ion Gheorghiu, fost prieten al petrolistului și devenit executorul testamentar și tutore al celor cinci copii minori ai lui Hernia, a construit o capelă de rugăciune pe terenul schelei de extracție petrolieră. Dumitru Hernea a fost reînhumat în exteriorul capelei, iar pe peretele acesteia a fost așezată o placă memorială cu următorul text: „În memoria răposatului Dumitru Hernia. Familia. 1886.”
Capela, proiectată de un arhitect vienez în stil baroc, cu elemente rococo și neoclasice, este considerată de unii comentatori și jurnaliști drept „un unicat”, „o bijuterie arhitecturală” și „un veritabil monument de artă”.
În anul 1896, Societatea „Steaua Română” a cumpărat întreaga moșie a boierului Hernia de la urmașii acestuia, dar terenurile au fost apoi confiscate prin Legea naționalizării din 1948, intrând în proprietatea statului comunist. Din acest motiv, descendenții lui Dumitru Hernia l-au exhumat din mormântul adiacent capelei și l-ar fi reînhumat în Cimitirul Bellu din București. Acolo exista încă în 1958 mormântul fratelui său Veniamin (d.1897), împodobit cu un bust a cărui realizare era atribuită sculptorului Ion Georgescu sau unuia din membrii familiei Storck.
În perioada comunistă, capela a fost în general abandonată, chiar dacă a servit o scurtă vreme ca atelier de pictură, și s-a degradat constant.
În 1998, capela a fost concesionată Parohiei Sfânta Treime din Câmpina. În ședința Consiliului Eparhial al Arhiepiscopiei Bucureștilor din 10 decembrie 1998 s-a aprobat înființarea Parohiei Sfântul Mucenic Dimitrie, prin dezlipire de Parohia Sfânta Treime și având drept lăcaș de slujire Capela Hernia. Au fost efectuate unele lucrări de îngrădire și amenajare, dar noua parohie nu a reușit să strângă fondurile necesare pentru reabilitare, iar capela a fost cedată Patriarhiei Române în 2008.
Deoarece nici Patriarhia nu a efectuat demersuri de reabilitare a edificiului, acesta a fost transferat din nou Consiliului Local Câmpina, în anul 2015. Într-un studiu privind o strategie de dezvoltare și promovare a turismului în municipiul Câmpina publicat în 2015, capela Hernia este identificată drept un important obiectiv turistic.
În luna octombrie 2019, Consiliul Local Câmpina a aprobat alocarea unei sume de 30.000 de lei pentru întocmirea studiului istoric arhitectural și fișei analitice de inventariere pentru Capela Hernia, „în vederea începerii procedurii de clasare a acestui obiectiv în lista monumentelor istorice”, unul din scopuri fiind accesarea de fonduri europene pentru reabilitarea sa și includerea într-un viitor circuit turistic. În ședința din 27 februarie 2020 a Consiliului Local Câmpina, viceprimarul Adrian Pițigoi a anunțat că documentația trimisă de Primăria Câmpina a primit aviz favorabil din partea Comisiei Naționale a Monumentelor Istorice. Pe 30 octombrie 2020, capela a fost declarată monument istoric prin Ordinul nr. 3261 al Ministerului Culturii, fiind clasată în categoria m - monument, II - arhitectură, grupa A, cu codul în Lista monumentelor istorice PH-II-m-A-21179. Ordinul a fost publicat în Monitorul Oficial nr. 1225 din 14 decembrie 2020.